# فهرست اندیس‌های استان اردبیل
این صفحه حاوی فهرست اندیس‌های استان آذربایجان شرقی است. اندیس به معنی محدوده‌ای است که در آن آثار یک یا چند ماده معدنی، صرف نظر از اقتصادی بودن آن، مشاهده شده باشد و در صورت اقتصادی بودن، به آن معدن می‌گویند.

## فهرست
| نام اندیس               | مشخصات |
| ----------------------- | --- |
| ازنو - KH۷              | یک اندیس مصالح ساختمانی است که در حوالی شهر خلخال استان اردبیل قرار دارد و مادهٔ معدنی موجود در آن، سنگ آهک است.سنگ میزبان این اندیس آهک های ریفی و ماسه ای است و دیرینگی آن به دوران کرتاسه بالایی می‌رسد.                                   |
| اسبول (KH۷)             | یک اندیس مصالح ساختمانی است که در حوالی شهر ماسوله استان اردبیل قرار دارد و مادهٔ معدنی موجود در آن، سنگ آهک است.سنگ میزبان این اندیس آهک های دوباره متبلور شده سازند لار است و دیرینگی آن به دوران ژوراسیک می‌رسد.                           |
| بالا کوه                | یک اندیس فلزی است که در حوالی شهر ماسوله استان اردبیل قرار دارد و مادهٔ معدنی موجود در آن، سرب و روی است. |
| بلا                     | یک اندیس غیرفلزی است که در حوالی شهر خواجه استان اردبیل قرار دارد و مادهٔ معدنی موجود در آن، آزبست است. |
| بی‌بی                    | یک اندیس غیرفلزی است که در حوالی شهر آستارا استان اردبیل قرار دارد و مادهٔ معدنی موجود در آن، کائولینیت است. |
| پرلیت مجیدآباد          | یک اندیس غیرفلزی است که در حوالی شهر مشکین شهر استان اردبیل قرار دارد و مادهٔ معدنی موجود در آن، پرلیت است.سنگ میزبان این اندیس گرانیت است و دیرینگی آن به دوران الیگومیوسن می‌رسد.                                                           |
| چال داغ                 | یک اندیس غیرفلزی است که در حوالی شهر گیوی استان اردبیل قرار دارد و مادهٔ معدنی موجود در آن، پرلیت است.سنگ میزبان این اندیس تراکیت -داسیت وتوف است و دیرینگی آن به دوران میوسن می‌رسد.                                                         |
| خاک صنعتی کبودچی        | یک اندیس غیرفلزی است که در حوالی شهر گیوی استان اردبیل قرار دارد و مادهٔ معدنی موجود در آن، خاک صنعتی است.سنگ میزبان این اندیس آهک ماسه ای است و دیرینگی آن به دوران پالئوژن می‌رسد.                                                          |
| خاک صنعتی کمر           | یک اندیس غیرفلزی است که در حوالی شهر هشت چین استان اردبیل قرار دارد و مادهٔ معدنی موجود در آن، خاک صنعتی است.سنگ میزبان این اندیس آندزیت توف است و دیرینگی آن به دوران ائوسن می‌رسد. در این اندیس، پاراژنز‌های آلونیت یافت می‌شوند.             |
| خاک صنعتی نمعیل         | یک اندیس غیرفلزی است که در حوالی شهر هشت چین استان اردبیل قرار دارد و مادهٔ معدنی موجود در آن، خاک صنعتی است.سنگ میزبان این اندیس آندزیت-توف آلتره است و دیرینگی آن به دوران ائوسن می‌رسد. در این اندیس، پاراژنز‌های آلونیت یافت می‌شوند.       |
| خانباز                  | یک اندیس فلزی است که در حوالی شهر اهر استان اردبیل قرار دارد و مادهٔ معدنی موجود در آن، مس است. و دیرینگی آن به دوران ائو- الیگوسن می‌رسد. در این اندیس، پاراژنز‌های گالن، اسفالریت، کوارتز، کائولینیت یافت می‌شوند.                            |
| خانقاه۱                 | یک اندیس مصالح ساختمانی است که در حوالی شهر خلخال استان اردبیل قرار دارد و مادهٔ معدنی موجود در آن، سنگ آهک است. |
| خانقاه۲                 | یک اندیس مصالح ساختمانی است که در حوالی شهر خلخال استان اردبیل قرار دارد و مادهٔ معدنی موجود در آن، سنگ آهک است.سنگ میزبان این اندیس سنگ آهک ریفی ماسه ای است و دیرینگی آن به دوران کرتاسه بالایی می‌رسد.                                     |
| خانگاه ۱ (KH۱)          | یک اندیس مصالح ساختمانی است که در حوالی شهر خلخال استان اردبیل قرار دارد و مادهٔ معدنی موجود در آن، سنگ آهک است.سنگ میزبان این اندیس آهک ریفی و ماسه ای است و دیرینگی آن به دوران کرتاسه بالایی می‌رسد.                                       |
| خانه شیر                | یک اندیس غیرفلزی است که در حوالی شهر گیوی استان اردبیل قرار دارد و مادهٔ معدنی موجود در آن، پرلیت است. سنگ میزبان این اندیس آهک است. |
| خانه شیر۱               | یک اندیس غیرفلزی است که در حوالی شهر گیوی استان اردبیل قرار دارد و مادهٔ معدنی موجود در آن، خاک صنعتی است. و دیرینگی آن به دوران اولیگو میوسن می‌رسد.                                                                                         |
| خلخال                   | یک اندیس مصالح ساختمانی است که در حوالی شهر خلخال استان اردبیل قرار دارد و مادهٔ معدنی موجود در آن، سنگ آهک است. سنگ میزبان این اندیس آهک مارنی وماسه ای است و دیرینگی آن به دوران کرتاسه بالایی می‌رسد.                                      |
| خیاو چای و آلی چای      | یک اندیس مصالح ساختمانی است که در حوالی شهر لاهرود استان اردبیل قرار دارد و مادهٔ معدنی موجود در آن، شن و ماسه و سنگ لاشه است. |
| دوست بیگلو              | یک اندیس فلزی است که در حوالی شهر پارس آباد استان اردبیل قرار دارد و مادهٔ معدنی موجود در آن، مس است. و دیرینگی آن به دوران ائو- الیگوسن می‌رسد. در این اندیس، پاراژنز‌های گالن، اسفالریت، کوارتز، آلونیت، سریسیت یافت می‌شوند.                 |
| دیاتومیت زرد آلو        | یک اندیس غیرفلزی است که در حوالی شهر هشت چین استان اردبیل قرار دارد و مادهٔ معدنی موجود در آن، دیاتومیت است.سنگ میزبان این اندیس لاوا-توف آندزیتی است و دیرینگی آن به دوران پالئوژن می‌رسد. در این اندیس، پاراژنز‌های آلونیت یافت می‌شوند.      |
| سرچه چای                | یک اندیس مصالح ساختمانی است که در حوالی شهر اهر استان اردبیل قرار دارد و مادهٔ معدنی موجود در آن، سنگ آهک است.سنگ میزبان این اندیس سنگهای دگرگونی است.                                                                                       |
| سرعین                   | یک اندیس غیرفلزی است که در حوالی شهر اردبیل استان اردبیل قرار دارد و مادهٔ معدنی موجود در آن، پرلیت است. |
| سرلاخ لو                | یک اندیس فلزی است که در حوالی شهر اهر استان اردبیل قرار دارد و مادهٔ معدنی موجود در آن، مس است. |
| سنجده ۱                 | یک اندیس فلزی است که در حوالی شهر هشت چین استان اردبیل قرار دارد و مادهٔ معدنی موجود در آن، مس است.سنگ میزبان این اندیس آندزیت است و دیرینگی آن به دوران ترشیاری می‌رسد. در این اندیس، پاراژنز‌های کوارتز یافت می‌شوند.                         |
| سنجده ۲                 | یک اندیس فلزی است که در حوالی شهر ماسوله استان اردبیل قرار دارد و مادهٔ معدنی موجود در آن، مس است.سنگ میزبان این اندیس آندزیت است و دیرینگی آن به دوران ائوسن می‌رسد. در این اندیس، پاراژنز‌های گالن، هماتیت ، کوارتز یافت می‌شوند.             |
| شاه علی بیگلو ۱         | یک اندیس فلزی است که در حوالی شهر ماسوله استان اردبیل قرار دارد و مادهٔ معدنی موجود در آن، مس است.سنگ میزبان این اندیس آندزیت است و دیرینگی آن به دوران ترشیری می‌رسد. در این اندیس، پاراژنز‌های گالن، هماتیت ، کوارتز یافت می‌شوند.            |
| شاه علی بیگلو ۲         | یک اندیس فلزی است که در حوالی شهر هشت چین استان اردبیل قرار دارد و مادهٔ معدنی موجود در آن، مس است.سنگ میزبان این اندیس آندزیت است و دیرینگی آن به دوران ترشیری می‌رسد. در این اندیس، پاراژنز‌های گالن، هماتیت ، کوارتز یافت می‌شوند.           |
| شرق هفت چشمه ۳          | یک اندیس غیرفلزی است که در حوالی شهر گیوی استان اردبیل قرار دارد و مادهٔ معدنی موجود در آن، پرلیت است.سنگ میزبان این اندیس توف و گدازه تراکی آندزیت است.                                                                                     |
| شرق هفت چشمه۱           | یک اندیس غیرفلزی است که در حوالی شهر گیوی استان اردبیل قرار دارد و مادهٔ معدنی موجود در آن، پرلیت است.سنگ میزبان این اندیس توف وگدازه های تراکی آندزیتی است و دیرینگی آن به دوران میوسن می‌رسد.                                               |
| شرق هفت چشمه۲           | یک اندیس غیرفلزی است که در حوالی شهر گیوی استان اردبیل قرار دارد و مادهٔ معدنی موجود در آن، پرلیت است.سنگ میزبان این اندیس آهک است. |
| قزل اوزن                | یک اندیس فلزی است که در حوالی شهر هشت چین استان اردبیل قرار دارد و مادهٔ معدنی موجود در آن، مس است. سنگ میزبان این اندیس آندزیت است و دیرینگی آن به دوران ائوسن می‌رسد. در این اندیس، پاراژنز‌های گالن، اسفالریت، سیلیس یافت می‌شوند.           |
| قیل پنلو                | یک اندیس غیرفلزی است که در حوالی شهر مشکین شهر استان اردبیل قرار دارد و مادهٔ معدنی موجود در آن، پرلیت است.سنگ میزبان این اندیس آهک است. |
| کلور -KH۵               | یک اندیس مصالح ساختمانی است که در حوالی شهر ماسوله استان اردبیل قرار دارد و مادهٔ معدنی موجود در آن، سنگ آهک است. سنگ میزبان این اندیس آهک نازک لایه و هوازده است و دیرینگی آن به دوران کرتاسه می‌رسد.                                        |
| کول آباد                | یک اندیس غیرفلزی است که در حوالی شهر گیوی استان اردبیل قرار دارد و مادهٔ معدنی موجود در آن، بنتونیت است.سنگ میزبان این اندیس لاواهای آندزیتی-آندزیتهای پورفیری-توفهای آندزیتی است و دیرینگی آن به دوران پالئوژن می‌رسد.                       |
| مجد                     | یک اندیس فلزی است که در حوالی شهر خلخال استان اردبیل قرار دارد و مادهٔ معدنی موجود در آن، مس است؛ و دیرینگی آن به دوران ائوسن می‌رسد. در این اندیس، پاراژنز‌های گالن، اسفالریت، کوارتز، کلسیت یافت می‌شوند.                                     |
| مشکین چای و قلی دره     | یک اندیس فلزی است که در حوالی شهر مشکین شهر استان اردبیل قرار دارد و مادهٔ معدنی موجود در آن، مس است. |
| مشگین چای               | یک اندیس فلزی است که در حوالی شهر مشکین شهر استان اردبیل قرار دارد و مادهٔ معدنی موجود در آن، مس است. |
| مشگین شهر               | یک اندیس فلزی است که در حوالی شهر لاهرود استان اردبیل قرار دارد و مادهٔ معدنی موجود در آن، مس است. |
| منامین                  | یک اندیس فلزی است که در حوالی شهر هشت چین استان اردبیل قرار دارد و مادهٔ معدنی موجود در آن، منگنز است. |
| موئیل                   | یک اندیس فلزی است که در حوالی شهر مشکین شهر استان اردبیل قرار دارد و مادهٔ معدنی موجود در آن، طلا است.سنگ میزبان این اندیس تراکی آندزیت است.                                                                                                 |
| موویل                   | یک اندیس فلزی است که در حوالی شهر مشکین شهر استان اردبیل قرار دارد و مادهٔ معدنی موجود در آن، طلا است. |
| نمین هفت-سلوط (NAM۷)    | یک اندیس مصالح ساختمانی است که در حوالی شهر اردبیل استان اردبیل قرار دارد و مادهٔ معدنی موجود در آن، سنگ آهک است.سنگ میزبان این اندیس سنگ آهک کریستالیزه است و دیرینگی آن به دوران پالئوسن می‌رسد.                                            |
| نمین۱                   | یک اندیس مصالح ساختمانی است که در حوالی شهر اردبیل استان اردبیل قرار دارد و مادهٔ معدنی موجود در آن، سنگ آهک است.سنگ میزبان این اندیس آهک خاکستری رنگ چرت داروکریستاله است و دیرینگی آن به دوران کرتاسه زیرین می‌رسد.                         |
| نمین۲ - کولاندرق (NAM۲) | یک اندیس مصالح ساختمانی است که در حوالی شهر اردبیل استان اردبیل قرار دارد و مادهٔ معدنی موجود در آن، سنگ آهک است.سنگ میزبان این اندیس آهک ضخیم لایه رودسیت دار است و دیرینگی آن به دوران کرتاسه زیرین می‌رسد.                                 |
| نمین۳                   | یک اندیس مصالح ساختمانی است که در حوالی شهر اردبیل استان اردبیل قرار دارد و مادهٔ معدنی موجود در آن، سنگ آهک است.سنگ میزبان این اندیس سنگ آهک کربناته چرت دار است و دیرینگی آن به دوران کرتاسه زیرین می‌رسد.                                  |
| نمین۴                   | یک اندیس مصالح ساختمانی است که در حوالی شهر اردبیل استان اردبیل قرار دارد و مادهٔ معدنی موجود در آن، سنگ آهک است.سنگ میزبان این اندیس دولومیت،دولومیت آهکی وچرت دار است و دیرینگی آن به دوران ژوراسیک می‌رسد.                                 |
| نمین۵-پیرجواد           | یک اندیس مصالح ساختمانی است که در حوالی شهر رضی استان اردبیل قرار دارد و مادهٔ معدنی موجود در آن، سنگ آهک است.سنگ میزبان این اندیس سنگ آهکی ریفی است و دیرینگی آن به دوران ژوراسیک می‌رسد.                                                    |
| نمین۶ (ساوه)            | یک اندیس مصالح ساختمانی است که در حوالی شهر رضی استان اردبیل قرار دارد و مادهٔ معدنی موجود در آن، سنگ آهک است.سنگ میزبان این اندیس سنگ آهکی ریفی ریزدانه است و دیرینگی آن به دوران ژوراسیک بالایی می‌رسد.                                     |
| ورق                     | یک اندیس فلزی است که در حوالی شهر مشکین شهر استان اردبیل قرار دارد و مادهٔ معدنی موجود در آن، مس است. و دیرینگی آن به دوران ائوسن می‌رسد. در این اندیس، پاراژنز‌های گالن، اسفالریت ، کائولینیت، کلریت، یافت می‌شوند.                            |
| ویلا دره                | یک اندیس فلزی است که در حوالی شهر اردبیل استان اردبیل قرار دارد و مادهٔ معدنی موجود در آن، منگنز است. |
| هفت چشمه وعرصه دوگاه    | یک اندیس غیرفلزی است که در حوالی شهر خلخال استان اردبیل قرار دارد و مادهٔ معدنی موجود در آن، پرلیت است.سنگ میزبان این اندیس تراکیت،داسیت وتوفهای برشی است.                                                                                   |
| هفت چشمه۱               | یک اندیس غیرفلزی است که در حوالی شهر گیوی استان اردبیل قرار دارد و مادهٔ معدنی موجود در آن، زئولیت است.سنگ میزبان این اندیس داسیت -تراکیت-پرلیت-و پامیس است و دیرینگی آن به دوران میوسن می‌رسد.                                               |
| هفت چشمه۲               | یک اندیس غیرفلزی است که در حوالی شهر گیوی استان اردبیل قرار دارد و مادهٔ معدنی موجود در آن، زئولیت است.سنگ میزبان این اندیس رسوبات ساحلی است.                                                                                                |
| خلخال ۱                 | یک اندیس فلزی است که در حوالی شهر خلخال استان اردبیل قرار دارد و مادهٔ معدنی موجود در آن، مس است.سنگ میزبان این اندیس آندزیت است و دیرینگی آن به دوران ترشیری می‌رسد. در این اندیس، پاراژنز‌های مالاکیت، آزوریت یافت می‌شوند.                   |
| خلخال ۲                 | یک اندیس فلزی است که در حوالی شهر هشت چین استان اردبیل قرار دارد و مادهٔ معدنی موجود در آن، مس است. سنگ میزبان این اندیس آندزیت است و دیرینگی آن به دوران ترشیری می‌رسد. در این اندیس، پاراژنز‌های مالاکیت، آزوریت، پیریت، کوارتز یافت می‌شوند. |